# Balangir
Balangir là một thành phố và khu đô thị của quận Balangir thuộc bang Orissa, Ấn Độ.

## Địa lý
Balangir có vị trí 20°43′B 83°29′Đ / 20,72°B 83,48°Đ Nó có độ cao trung bình là 183 mét (600 foot).

## Nhân khẩu
Theo điều tra dân số năm 2001 của Ấn Độ, Balangir có dân số 85.203 người. Phái nam chiếm 52% tổng số dân và phái nữ chiếm 48%. Balangir có tỷ lệ 74% biết đọc biết viết, cao hơn tỷ lệ trung bình toàn quốc là 59,5%: tỷ lệ cho phái nam là 81%, và tỷ lệ cho phái nữ là 66%. Tại Balangir, 11% dân số nhỏ hơn 6 tuổi.